# Palante el Mambo!
Albums de Diego Gutiérrez
De cero
(2007) Piloto automático
(2019)
Palante el Mambo! est le deuxième album studio de Diego Gutiérrez. Il recrée genres et rythmes cubains à partir d'une vision très personnelle de la chanson, ce que lui a valu l'attention de la critique et du public. Il a été nommé aux Prix Grammy Latins (19e édition) dans la catégorie du meilleur album de fusion tropicale.

## Production
Pour cet album, Diego Gutiérrez a choisi ses chansons les plus représentatives des genres cubains, ce qui le différencie notablement du travail réalisé pour son précédent album, l'album De cero, plus réalisé dans une sonorité pop rock. Il a aussi choisi les arrangements musicaux d'un pianiste expérimenté dans la musique cubaine, l'arrangeur et pianiste du populaire orchestre Havana D'Primera, Tony Rodríguez. Celui-ci donne à ses chansons le goût singulier des rythmes autochtones, mêlé avec sa composition influencé par la nueva trova et la chanson cubaine contemporaine.  
L'album obtient le prix Cubadisco dans la catégorie du « meilleur album fusion » en 2018. Après avoir été nommé aux Latin Grammy Awards, Gutiérrez a pu présenter cet album en tournée dans tout Cuba et dans de nombreux autres pays.

## Liste des chansons
Toutes les chansons sont écrites par Diego Gutiérrez.
| No  | Titre                                 | Durée |
| --- | ------------------------------------- | ----- |
| 1.  | Pa´lante el mambo                     | 3:47  |
| 2.  | Qué buena vida                        | 4:39  |
| 3.  | Contra la pared (Ft. Francis del Río) | 4:18  |
| 4.  | Felicidad                             | 3:22  |
| 5.  | Mira la TV                            | 4:19  |
| 6.  | Filosofía de bar                      | 4:36  |
| 7.  | Sólo otra canción                     | 3:53  |
| 8.  | Piénsatelo                            | 3:48  |
| 9.  | Sucu sucu sentimental                 | 4:15  |
| 10. | Fin de la historia                    | 5:00  |

## Crédits
- Lettre, musique et voix principale sur toutes les chansons : Diego Gutiérrez
- Production musicale : Tony Rodríguez et Diego Gutiérrez
- Arrangements musicaux : Tony Rodríguez
- Piano et claviers : Tony Rodríguez
- Basse : Yandy Martínez
- Guitare électrique : Roberto Gómez
- Percussions : Oliver Valdés
- Güiro : Oliver Valdés (pistes 1, 2, 3, 5, 6, 8 et 9)
- Tumbadoras[Quoi ?] : Adel González
- Trompette : Alejandro Delgado (pistes 1, 2, 3, 5 et 10)
- Trombone : Amaury Pérez (pistes 1, 3, 5 et 10)
- Saxophone : Jamil Scherry  (pistes 1, 3, 5 Et 10)
- Chœurs : Yosvel Bernal (pistes 1, 2, 3, 5, 6, 8, 9,et 10)
- Chœurs : Merlin Lorenzo (2, 3, 4, 5, 7, 8, 9 et 10)
- Programmation et beatmaking : José A. Blanco « El Negro WadPro » (pistes 1, 3, et 10)
- Sifflets : Tony Rodríguez (piste 6)
- Mélodica : Tony Rodríguez (piste 9)
- Sample de voix sur Filosofía de bar : Rolando Laserie
- Invité sur Contra la pared : Francis del Río
- Enregistrement : Ing. Merlin Lorenzo et Ing. Daelsis Pena
- Post-production : Ing. Merlin Lorenzo
- Mixage : Ing. José Raúl Varona
- Mastering : Ing. Daelsis Pena
- Production exécutive : Brenda Besada
- Séance de photos : Ivan Soca Pascual
- Concept visuel : Mario David Cárdenas